# Худжамов, Рустам Махмудкулович
Руста́м Махмудкулович Худжа́мов (укр. Рустам Махмудкулович Худжамов; род. 5 октября 1982, Сквира, Киевская область) — украинский футболист, вратарь.

## Биография

### Клубная

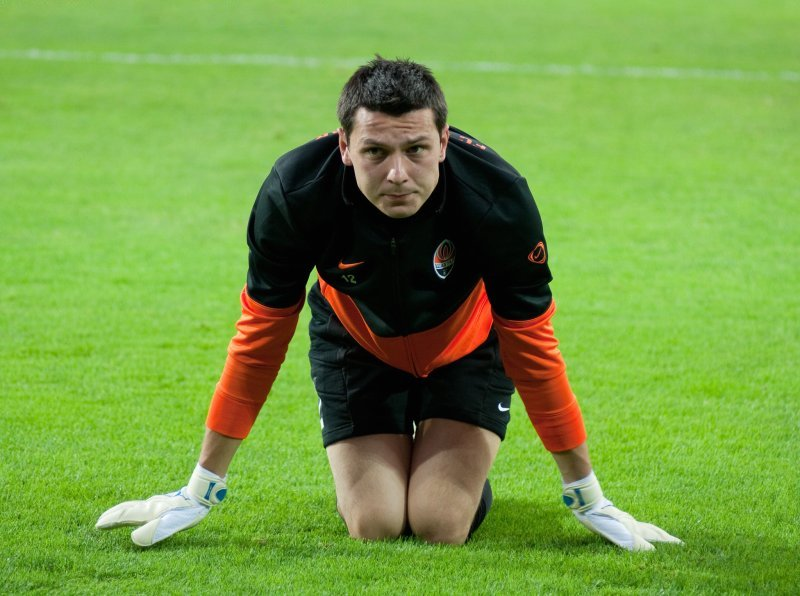
Худжамов во время тренировки, 2009 год

Рустам — воспитанник футбольного клуба «Динамо». Однако он не сыграл ни одного матча за главную команду.
В 2006 году подписал контракт с футбольным клубом «Харьков» на 2 года. Сразу стал игроком основы.
В 2008 году подписал контракт с футбольным клубом «Шахтёр». Вышел в основном составе на матч Суперкубка Украины 2008 года. Отбил пенальти Диакате в серии пенальти и принёс победу дончанам. Проиграл конкуренцию Андрею Пятову. На правах аренды играл за «Металлург», «Мариуполь», «Зарю» и «Металлист».
В 2016 году стал игроком «Мариуполя» на постоянной основе. Получил капитанскую повязку. 1 апреля 2020 года разорвал контракт с клубом.

### Карьера в сборной
Являлся третьим вратарем сборной. 11 февраля 2009 года дебютировал в составе сборной Украины в товарищеском матче со сборной Сербии. В составе молодёжной сборной Украины провёл 3 игры.

## Достижения

### Командные
«Шахтёр» (Донецк)
- Чемпион Украины (2): 2009/10, 2010/11
- Обладатель Кубка Украины: 2010/11
- Обладатель Суперкубка Украины: 2008
- Обладатель Кубка УЕФА: 2008/09

«Мариуполь»
- Победитель Первой лиги Украины: 2016/17

### Награды
- Кавалер ордена «За мужество» III степени (2009 год)[5]

## Статистика по сезонам
| Сезон   | Клуб               | Матчи | Голы |
| ------- | ------------------ | ----- | ---- |
| 2005/06 | Закарпатье         | 10    | -12  |
| 2005/06 | Харьков            | 7     | -6   |
| 2006/07 | Харьков            | 22    | -23  |
| 2007/08 | Харьков            | 30    | -32  |
| 2008/09 | Шахтёр (Донецк)    | 6     | -5   |
| 2009/10 | Шахтёр (Донецк)    | 3     | -4   |
| 2010/11 | Шахтёр (Донецк)    | 1     | -1   |
| 2011/12 | Металлург (Донецк) | 0     | 0    |
| 2012/13 | Ильичёвец          | 27    | -34  |
| 2013/14 | Ильичёвец          | 20    | -28  |
| 2014/15 | Металлист          | 6     | -10  |
| 2015/16 | Заря (Луганск)     | 1     | -1   |
| 2015/16 | Ильичёвец          | 4     | -4   |